# Hermann II. (Thüringen)

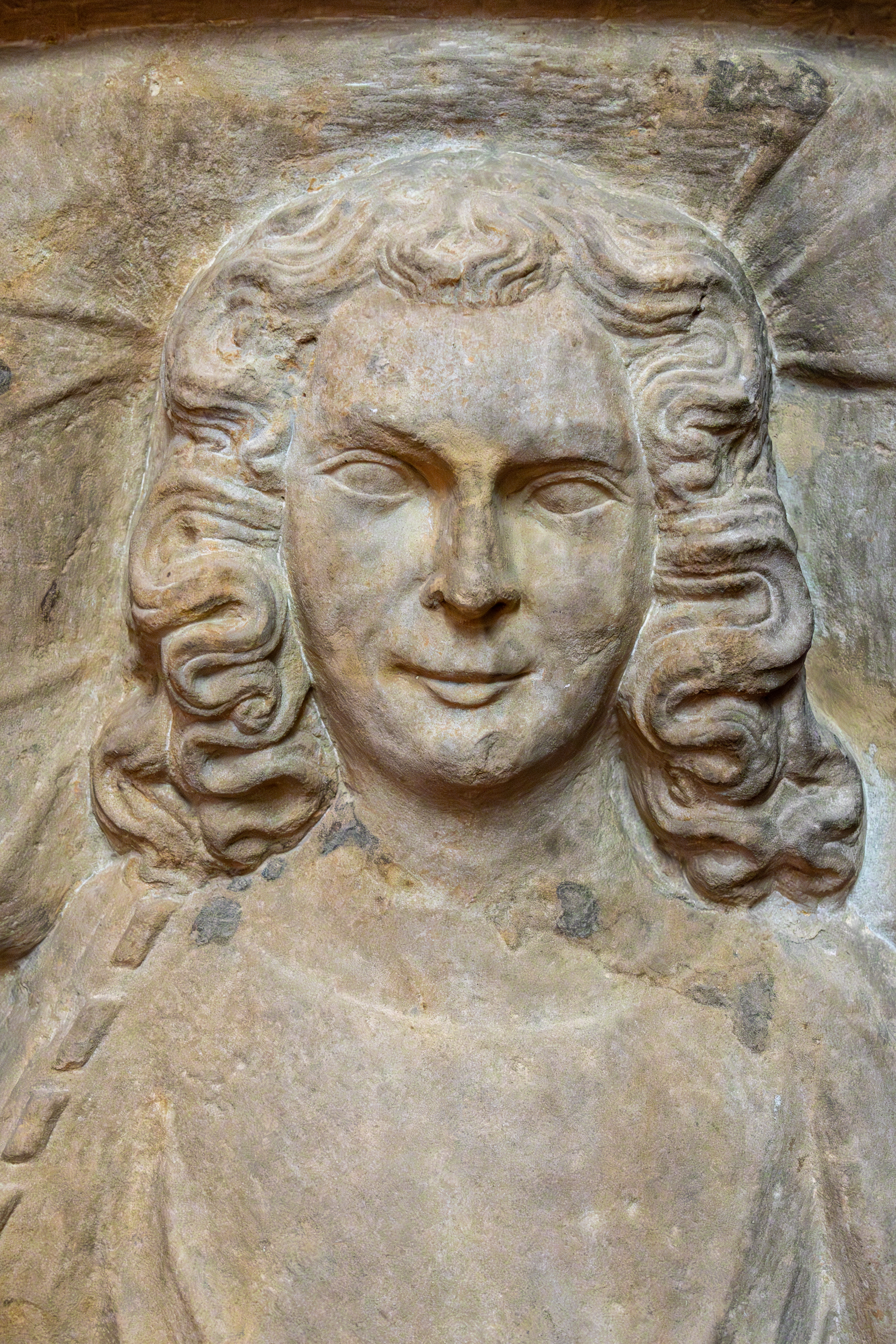
Darstellung Hermanns auf seiner Grabplatte in der Georgenkirche (Eisenach)

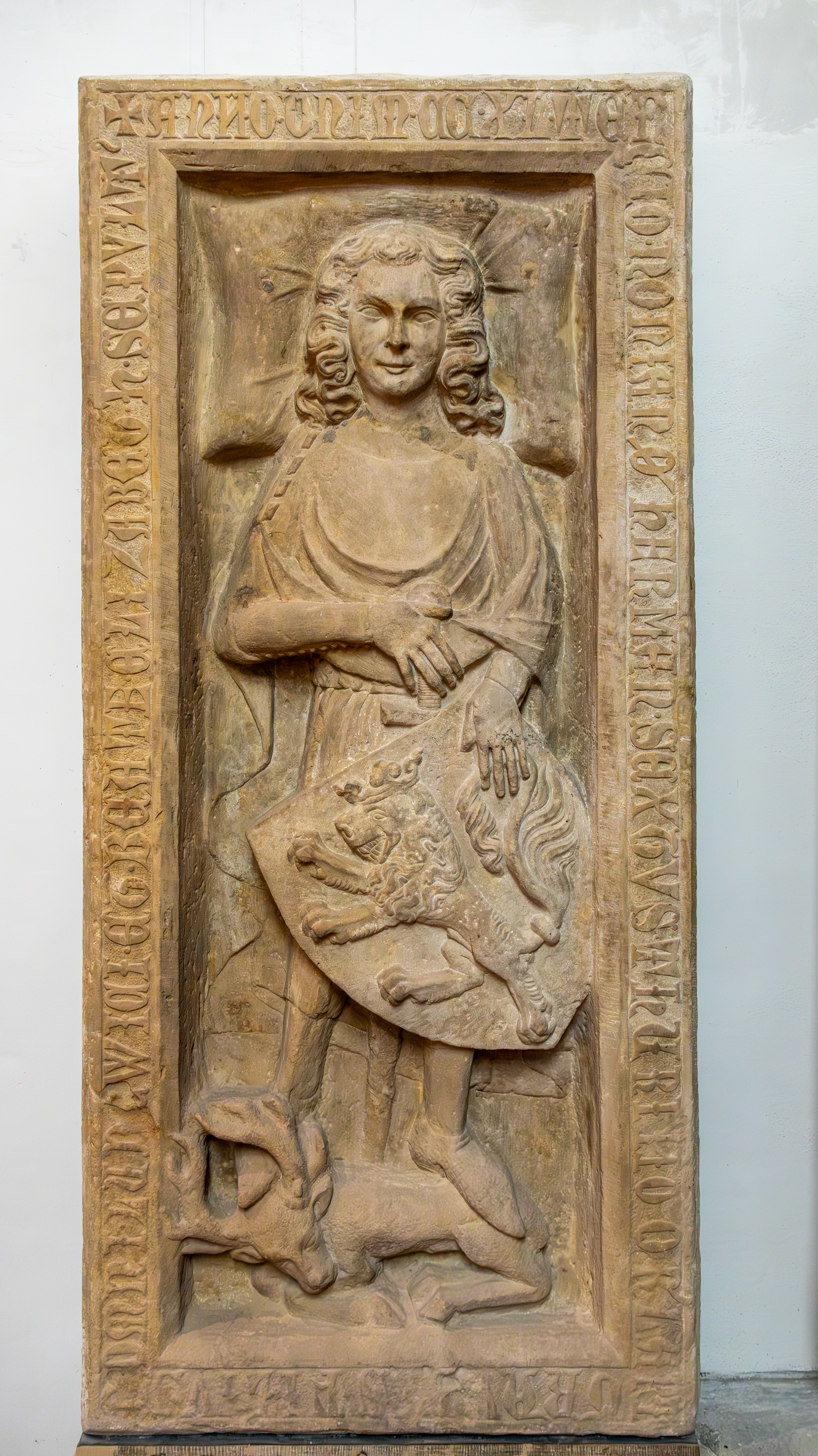
Posthume Grabplatte Hermanns II. von Thüringen als Teil der Landgrafensteine in der Georgenkirche (Eisenach)

Hermann II. (* 28. März 1222 in Creuzburg; † 3. Januar 1241 ebenda) war Landgraf von Thüringen aus der Familie der Ludowinger. Er war der Sohn Ludwigs IV. und Elisabeths von Ungarn.

## Leben
Nach dem frühen Tod seines Vaters Ende 1227, während des Kreuzzugs Friedrichs II., entsagte seine Mutter, die dem Armutsgedanken der Franziskaner folgte, dem weltlichen Leben und ging zunächst in das von ihr gegründete Franziskanerkloster in Eisenach. Anschließend verbrachte sie einige Zeit auf Burg Pottenstein bei ihrem Onkel mütterlicherseits, Egbert von Andechs-Meranien, Bischof von Bamberg. Im Frühjahr 1228  kehrte sie zur Beerdigung Ludwigs IV. in Reinhardsbrunn in die Landgrafschaft zurück. Im selben Jahr gründete sie mit einem ihr zugesprochenen Erbe ein Hospital in Marburg. Nach dessen Fertigstellung 1229 übersiedelte dorthin. Sie starb 1231. 
Ludwig IV. hatte für den Fall seines Todes seinen Bruder Heinrich Raspe IV. als Vormund für Hermann bestimmt, auch sollte er ihm als Landgraf von Thüringen, Graf in Hessen und Pfalzgraf von Sachen nachfolgen. Heinrich Raspe teilte die Herrschaft mit seinem jüngeren Bruder Konrad.
Nachdem Konrad Ende 1234 die Grafenwürde abgelegt hatte und in den Deutschorden eingetreten war, wurde Hermann zum Mitregenten, bis 1238 unter der Vormundschaft Heinrich Raspes. In einer Urkunde zu 1241 nennt sich Hermann junior Thuringiae Lantgravius, comes Hassiae et dominus terrae prope Laynam (der jüngere Landgraf von Thüringen, Graf von Hessen und Herr über das Land an der Leine).
Beigesetzt wurde Hermann im Kloster Reinhardsbrunn, dem Hauskloster der Ludowinger.

## Am Hofe Frankreichs
Der französische Biograph Jean de Joinville berichtete in seinem Werk Vie de Saint Louis, dass sich am Hof des Königs Ludwig IX. (Saint Louis) von Frankreich der Sohn der heiligen Elisabeth von Thüringen aufgehalten habe. Das konkrete Datum war der 24. Juni 1241, also mehrere Monate nach Hermanns Tod, anlässlich eines großen Hoftages in Saumur, an dem Joinville zugegen war. Dabei habe er beobachtet, wie die Königinmutter Blanka von Kastilien dem Achtzehnjährigen die Stirn küsste, nachdem sie gehört hatte, dass dies die Mutter des Jungen oft getan habe. Möglich, dass dies ein propagandistischer Trick Joinvilles war, um eine engere verwandtschaftliche Bande zwischen Ludwig und Elisabeth zu suggerieren, indem er Blanka in ihrer Handlung als Inkarnation Elisabeths darstellte und der Sohn, der nicht namentlich genannt wird, für Ludwig stehen könnte.
Aber das von Joinville angegebene Alter des Elisabeth-Kindes deutet auch auf einen Irrtum des greisen Chronisten hin (der mit seinem Werk 1305 begonnen hatte). Es könnte der Juni 1240 gewesen sein, da lebte Hermann noch und war achtzehn. Hermanns jüngere Schwester Sophie war zum betreffenden Zeitpunkt in ihrem sechzehnten Lebensjahr und dem Herzog von Brabant versprochen, der wiederum mit dem französischen Königshaus verwandtschaftlich verbunden war.

## Titel
- Titular-Markgraf von Meißen
- Landgraf von Thüringen
- Graf in Hessen

## Eheschließung
1238/39 wurde Hermann mit Margareta von Staufen, einer Tochter Kaiser Friedrichs II. verlobt. Die Ehe kam jedoch nicht zustande.
Am 9. Oktober 1239 fand die Hochzeit mit Helene von Braunschweig (* 18. März 1223; † 6. September 1273), einer Tochter von Ottos I. statt. Die Ehe blieb kinderlos. Helene wurde 1247 mit Albrecht, dem Herzog von Sachsen-Wittenberg verheiratet. Sie wurde im Franziskanerkloster Wittenberg beerdigt.

## Geschwister
- Sophie (* 20. März 1224; † 29. Mai 1275), verheiratet 1240 mit Heinrich II., Herzog von Brabant (* 1207; † 1. Februar 1248)
- Gertrud (* 29. September 1227; † 13. August 1297), Äbtissin im Prämonstratenserinnenkloster Altenberg (Hessen)